# Адевэрул Нистрян
Адевэрул Нистрян (Днестровская правда) — республиканская газета на молдавском языке (кириллица), издающаяся в Приднестровье. Учредителями газеты являются президент ПМР, Верховный Совет ПМР и коллектив редакции. Выходит 1 раз в неделю.
Газета создана 11 июля 1994 года. Первый номер вышел 2 сентября 1994 года. Награждена орденом Почёта ПМР. Является единственной в Приднестровье газетой на молдавском языке и единственной в мире газетой на молдавской кириллице.
В газете публикуются новости Приднестровья, печатаются материалы по молдавской филологии, о традициях и обычаях молдавского народа. В литературной рубрике «Лучафэрул» публикуются произведения как членов Союза писателей ПМР, так и начинающих авторов.